# جرمی سونیه
جرمی سونیه (انگلیسی: Jeremy Saulnier؛ ‏ ‎/soʊˈnjeɪ/‎ soh-NYAY؛ زادهٔ ۱۰ ژوئن ۱۹۷۶) کارگردان فیلم، فیلم‌نامه‌نویس و فیلم‌بردار اهل ایالات متحده آمریکا است.
از فیلم‌ها یا مجموعه‌های تلویزیونی که وی در آن‌ها نقش داشته است، می‌توان به کارآگاه حقیقی، قراضه آبی و اتاق سبز اشاره نمود.